# Günter Bechly
Günter Bechly (16. října 1963, Sindelfingen – 6. ledna 2025, Vitis) byl německý paleontolog a entomolog.
Odborně se specializuje na výzkum hmyzu (zejména vážek) a jeho fosilií. V letech 1999–2016 byl vědeckým kurátorem pro jantar a fosilie hmyzu ve Státním přírodovědeckém muzeu ve Stuttgartu (Staatliches Museum für Naturkunde Stuttgart). Objevil na 160 nových druhů a několik taxonů bylo po něm pojmenováno.
Do povědomí širší veřejnosti se dostal radikálním rozchodem s neodarwinismem a příklonem ke koncepci inteligentního designu.